# パンドラMAXシリーズVOL.5 ごちゃちる
『パンドラMAXシリーズVOL.5 ごちゃちる』は、2000年10月19日にパンドラボックスからPlayStation用ソフトとして発売されたアドベンチャーゲーム。

## 概要
パンドラMAXシリーズの第5弾。同シリーズにオマケとして収録されていたショートストーリーの世界を基に1本の作品として世に出された。初回限定版には過去4作の攻略本である「連動の書」と、5作のパッケージを収容可能なケースが同梱されていた。
シナリオは『ドラゴンナイツグロリアス』に続いて飯島健男（現・飯島多紀哉）が手掛けている。
オーソドックスなアドベンチャーゲーム。マップを移動して会話をしたりアイテムを入手したり時にミニゲームをこなしてストーリーを進行させていく。パンドラMAXシリーズの過去作のセーブデータを読み込むと連動プレイができる。目的は7つの楽器を見つけ出す事だが、達成後もエンディングが終われば引き続きプレイ可能。
「ごちゃ村」に住む可愛いキャラが無邪気さと自由奔放さなどからなる悪辣なギャグを飛ばすこと、満載された内輪ネタのボケなどに世界観が現われている。
普段のショートストーリーは新規のシナリオが5本収録されており、作中でビデオを購入する事でプレイ可能。

## 登場人物
主人公
プレイヤー自身。性別は選択可能で、それによって村人達の反応が変わる。チルによってごちゃ村に召喚され、行動を共にする事に。名前は自由に設定可能だが、チルには「ベロゲンチョ」「ゲリドラス」「ウンチョザエモン」などと酷い渾名で呼ばれてしまう（拒否し続けると「ボンボリアン」で決定される）。
チル
強気で毒舌家の吸血鬼の女の子。一緒に暮らしているケロッパとはいつも些細なことで喧嘩をしており、イライラするとブッチの血を吸って気を紛らわす。プレイヤーを勇者と呼び、七つの楽器を集める事を託す。
実は七つの楽器の真相はチル自身が売り飛ばした事が発端であり、プレイヤーにその尻ぬぐいをさせた挙句、全ての楽器が揃うとプレイヤーに責任を押し付けた。しかしブチ子が真相を解き明かした事で村人達におしおきされ、しばらく村の掃除をさせられる事になった。エンディング後は掃除を放り投げて再びプレイヤーを連れ回す。
ケロッパ
ボーっとしているが博識で、わびさびを理解する巨大なカエル。「んもももも」としか喋らないが、風流・聡明・知的らしい。ショートシナリオではメインキャラではあるが、本作では基本的にチルの家にいるのみ。
ブッチ
チルに好意を寄せているうり坊の男の子。日々アルバイトに励んでおり、チルにはよくいじめられているがめげずに生きている。「ブッチのお仕事大作戦」では操作キャラとなる。
イタチ男
金や宝のためならどんなことでもする男だが、一度もそれが成功したことはない。本人は自分を利口でかっこいいと思っているが、周囲からはそれを認められていない。
山猫先生
とてもグルメな山猫。食べるだけでなくチル達にも料理を振る舞う。何の先生であるかは不明だが、ごちゃ村では一番の良識派。
チャマおばさん
ミミズクのおばさん。レストランを経営している。ごちゃ村では良識派。
ミントちゃん
魔女の女の子。元は美人だったが、魔法の失敗で姿が変わってしまい、恥ずかしさのあまり赤いローブに身を隠している。魔法の影響で言葉も失っているが、ウサギ人形を使った腹話術では喋れる（腹話術だと口が悪くなる）。ある短編エピソードでは一時的に元の姿に戻るルートがある。
マルモ
今まで3846人を救助した山岳救助隊隊長のリス。「がっちゅ」としか喋れず、一般人には言葉が通じない。「あわちる」の操作キャラの一人。
ノークさん
山岳救助隊のクマ。しかし勤務地のつらら山には彼にそっくりのクマが大量に居る。「あわちる」の操作キャラの一人。
Dr.アチャラ
未知のウイルスが宇宙からやってくると信じて疑わない医者。
パタヤさん
寿司屋だが、変なネタばかり流している。自称パキスタン人で怪しい日本語で話す。得意料理はトムヤムクンとオムライス。
ドムドム
元道場破りの空手家。とんぺい師匠に意味不明の落語で撃退されて以来、弟子になる。
ブチ子
ブッチの妹で有名な発明家。兄を一途に慕う。
とんぺい師匠
カメレオンの落語家。しかしそのユーモアセンスは常人には理解しがたい。
マーちゃん
漫画喫茶を経営するイモムシ。常に笑顔を絶やさない見た目に反して毒舌家であり、氷のような一言を吐く。
トム君サム君
映画館主。一つの体に馬と鹿の二つの顔を持つ。どちらがトムでサムかは本人達も分かっていない。仲は悪い。
ブラウン大佐
スーパーごちゃごちゃの店主。裏では武器を売る死の商人だが、その売り上げは恵まれない子供達に寄付しているという矛盾した人物。少女趣味で気弱。
ブーマーさん
村役場勤務のタコ。七三分けで黒縁メガネを掛けている。
オバ＆ケー
ツララ山の廃墟に棲むお化けの兄弟。どちらも球体に羽が生えた姿だが、兄のオバは巨大な一つ目、弟のケーは小さな目が沢山ある。「あわちる」のボスキャラクター。

### ゲストキャラ
過去作のデータをコンバートすると「ブッチのお仕事大作戦」に登場する。いずれも本作の世界観に合わせてデフォルメされている。
グリッケン・バックファイア
『ドラゴンナイツグロリアス』より出演。ドラゴンナイツ入隊試験の仮テストとしてブッチに問題を出題する。ジャンルはドラグロ、ファンタジー、動物。
佐倉聡
『死者の呼ぶ館』より出演。館に迷い込んだ（落ちて来た）ブッチに問題を出す。ジャンルは死者の呼ぶ館、植物。
ステイン・エンデミオン
『ラビッシュブレイズン』より出演。ターレスの依頼で勇者候補を探しており、ブッチではどう足掻いても勇者になれないと思いつつも、彼の熱意に負けて試験だけは受けさせる。クイズのジャンルはラビッシュブレイズン、英雄。
雪白やよい
『Catch! 〜気持ちセンセーション〜』より出演。紫明院学園の保健室に落ちて来たブッチを「枕」と呼んで問題を出題する。ジャンルはCatch!、スポーツ。

## ごちゃ村

### 全体
チルの家
チルの自宅。ケロッパと会話、ビデオを見る、カードアルバムを見る事が可能。
ブッチの家
ブッチとブチ子が暮らす家。「ブッチのお仕事大作戦」がプレイ可能。
アンティーク・ショップ
ミントちゃんが経営する骨董品店。釣りゲームで釣った変な物を買い取ってくれる。買い取られた物は店に展示される。
ごちゃ村役場
役所。ブーマーさんがいる。ここで住民登録をしないと繁華街に入れない。インフォメーションボード（投稿イラストやハガキ）を見る事もできる。
オムレツ山
名前通りオムレツに似た山。「釣りゲーム」がプレイできる。
ツララ山
雪山。お化けの住む廃墟があり、「あわちる」がプレイできる。

### 住宅街
レストラン・チャマ
チャマおばさんが経営するレストラン。食材と調味料を持っていくと料理のメニューが増えていく。
スーパーごちゃごちゃ
ブラウン大佐が経営するスーパーマーケット。アイテムやカードが買える他、一定以上買い物をすると裏ショップに入れる。
落語道場
とんぺい師匠の落語道場。しかし落語はやっておらず、カードゲームで盛り上がっている。「フォーサイト」がプレイ可能。

### 繁華街
マンガ喫茶
マーちゃんの漫画喫茶。パンドラMAXシリーズのセーブデータのコンバートが可能。また、過去作のディスクがあれば、その作品に対応した秘密のミニゲームがプレイ可能（無論、ゲームアーカイブス版では不可）。
寿司屋
パタヤさんの寿司屋。「盗み食い」がプレイ可能。また、日本人や寿司に関する無茶苦茶な歴史や作法を聞かされる。
映画館
トム君サム君の映画館。パンドラMAXシリーズの予告を閲覧したり、『ドラゴンナイツグロリアスVSラビッシュブレイズン』がプレイ可能。ショートシナリオのビデオも買える。
デスコ
ディスコ。ショートシナリオの一つで破壊されているため、行ってもイタチ男が居るだけで何も無い。
コンサートホール
集めた楽器はここに展示される。全ての楽器を集めて訪れるとエンディングとなる。エンディング後はサウンドテストが可能。

## システム
七つの楽器
ごちゃ村のあちこちに楽器が隠されており、これを集める事がゲームの目的となる。入手の為には特定のアイテムと引き換えにしたり、ミニゲームをクリアするなどの条件を満たさなければならない。
コンバート
シリーズ過去作同様に旧作のセーブセータを読み込む事が可能だが、本作では隠し要素の解禁の他、コンバート元のデータの補間が可能。コンバート元のゲームにおけるアイテムやエンディング達成率、イベントフラグが購入可能であり、元のゲームのおまけ要素解禁やレベルアップに活用できる。また、データ補間後に本作のデータが自動でセーブされる事は無い為、購入後にセーブデータをロードすれば本作の資金を減らさずにデータの補間が可能。本作自体へのコンバートはゲーム開始時以外にもいつでも可能。

## ドラゴンナイツグロリアスVSラビッシュブレイズン
ごちゃ村の映画館でプレイ可能のおまけシナリオ。
過去作のうち世界観を共有する『ドラゴンナイツグロリアス』と『ラビッシュブレイズン』のキャラが共演するアドベンチャーゲームで、パンドラMAXシリーズVOL.Extraとされる。シナリオはラビッシュブレイズンと同じく和田慶子が担当している。
多数のキャラから主人公を選択し、それに応じてシナリオが変わるザッピング形式。原作に登場しなかった新キャラクターや、原作では見られなかった登場人物の別の側面やキャラ同士の絡みが描かれる一方で原作との矛盾点も見受けられ、本作独自のパラレルな内容となっている。

## 評価
トランプやシューティングをはじめオリジナリティの高いミニゲームが随所に用意されており、アイテムの充実ぶりからコレクションを楽しむ余地もある。作中には過去作とのお祭りを感じるイベントもある。しかし、内輪ネタに終始しているため、シリーズ中ではそれほど評価の伸びなかった作品となっている。